# Кота-Бату
Ко́та-Ба́ту — исторический район Бандар-Сери-Бегавана, столицы Брунея, в котором ведутся археологические раскопки и находятся исторические памятники, в том числе два мавзолея первых султанов Брунея.

## История
Основателем города принято считать султана Шарифа Али, который начал застройку города, построив каменную крепость, получившую название Кота-Бату (малайск. Kota batu, буквально — «каменный город»). При его преемниках и потомках, город значительно расширился; при Мухаммад Хасане были построены дворец, новые мечети и образовательные учреждения.
В апреле 1578 году во время испано-брунейской войны город был захвачен испанскими солдатами и их союзниками, но в июне того же года они отступили и вернулись на Филиппины.
После гражданской войны в Брунее город потерял былое значение.

## Современный статус
С 2007 года входит в Бандар-Сери-Бегаван, как район столицы, но при этом считается деревней.

## Исторические памятники
На территории района с 1950-х годов ведутся археологические раскопки, также там находятся мавзолеи султанов Шарифа Али и его внука Болкиаха и расположены несколько музеев, среди которых Музей малайских технологий и Морской музей Брунея-Даруссалама.